# Klasifikacija šećerne bolesti
Klasifikacija šećerne bolesti je aktuelna etiloška klasifikacija šećerne bolesti, kojom su razdvojeni tipovi šećerne bolesti prema patogenetskim mehanizmima i nastanku šećerne bolesti u četiri osnovne kategorije: tip 1 šećerna bolest; tip 2 šećerna bolest; drugi specifični oblici šećerne bolesti i gestacijski oblik šećerne bolesti.

## Тip 1 šećerna bolest
Тip 1 šećerne bolesti (T1D) se najčešće javlja kod mlađih osoba (ispod tridesete godine života), i to uglavnom u vreme puberteta. Iako uzrok bolesti nije potpuno definisan važnu ulogu u njegovoj etiologiji, imaju genski i fatori sredine. Činjenica da je s kraja 20. veka značajno i naglo porasla incidencije i da je izraženija u mlađem životnom uzrastu, naglašava važnost upravo značaj faktora sredine, i to onih koji deluju u ranom životnom periodu.
U osnovi bolesti nalazi se autoimuni proces, koji uništava beta-ćelije pankreasa, tako da se javlja potpuno odsustvo insulina u cirkulaciji i hiperglikemija. S obzirom da je za preživljavanje obolelih od tipa 1 šećerne bolesti  neophodno doživotno uzimanje insulina, ovaj tip šećerne bolesti se naziva i insulin-zavisni tip. Takođe su u upotrebi sinonimi juvenilni i mladalački dijabetes zbog primarnog javljanja kod mladih osoba.
Epidemiološke studije ukazuju na sve veću učestalosti T1D. Dok je s početka 20. veka šećerna bolest u dece bila retka i ubrzo fatalna bolest, na početku 21. veka troje do četvero dece na hiljadu u zemljama zapadne Evrope do dvadesete godine završava na insulinskoj terapiji, a isti trend incidencije evidentiran je i u ostalim zemljama širom sveta.
| Oblici T1D                                            | Karakteristike |
| ----------------------------------------------------- | --- |
| Imunološki posredovan tip 1 šećerne bolesti           | - Nastaje zbog autoimunog procesa - imunološkog poremećaja koji uzrokuje razaranje vlastitih ß-ćelija gušterače. - Bolest ima jaku povezanost sa glavnim kompleksom podudarnosti tkiva (). - Bolesnici su skloni razvoju i drugih autoimunih bolesti kao što je Gravesova bolest, Hašimotov tireoiditis, Adisonova bolest, vitiligo i perniciozna anemija. - Utvrđeno je nekoliko vrsta antitela (na ß-ćelije, insulin, dekarboksilazu glutaminske kiseline i tirozin fosfatazu) koji služe kao markeri imunološkog uništavanja. - Kod nekih bolesnika, kao što su deca i adolescenati, dijabetesna ketoacidoza može biti prvi znak bolesti, dok se kod drugih bolesnika javlja blaga hiperglikemija u gladovanju, koja se lako može pretvoriti u tešku hiperglikemiju i/ili ketoacidozu, ako nastupi infekcija ili drugi oblik stresa. - Bolesnici sa ovim tipom bolesti retko su gojazni, što ne znači da prisutnost debljine isključuje postojanje . |
| Idiopatski tip 1 šećerne bolesti (T1D nepoznatog uzroka) | - U ovu kategoriju spada manji broj slučajeva T1D, koji su većinom afričkog ili azijskog porekla. - Deo bolesnika ima trajan nedostatak insulina (zato je ta grupa sklona ketoacidozi), ali nemaju dokaza za autoimunost. - Bolesnici povremeno pate od epizoda ketoacidoza, zbog različitih nivoa nedostatka insulina između tih epizoda. - Ovaj oblik bolesti ima jake dokaze o nasednosti, a nema dokaza o imunološkom poremećaju i nije povezan sa . |

## Тip 2 šećerna bolest
Тip 2 šećerne bolesti (T2D), ranije nazivao insulin-nezavisnim tipom šećerna bolesti. On se može rangirati od dominantne insulinske rezistencije do dominantnog deficita sekrecije insulina koji je udružen sa insulinskom rezistencijom.
Тip 2 šećerne bolesti nastaje kao posledica različitih abnormalnosti na nivou perifernih tkiva i čini oko 90% svih slučajeva dijabetesa u razvijenim zemljama sveta. Bolesnici koji obolevaju od ovog oblika šećerne bolesti su obično stariji od 40 godina (incidenca je najveća od 65. do 74. godine života) i najveći broj njih je sa prekomernom telesnom težinom i hipertenzijom.  Bolesnicima sa T2D nije potreban insulin za preživljavanje, ali kako se vremenom (starenjem) smanjuje sekrecija insulina zbog degradacije endokrinog dela pankreasa, i ovim bolesnicima je u odredjenom periodu bolesti, potreban insulin radi postizanja optimalne glikoregulacije.

## Drugi specifični oblici šećerne bolesti
| Specificni oblici                                                 | Patogenetski mehanizmi |
| ----------------------------------------------------------------- | --- |
| A. Genetski deficiti funkcije β ćelija usled mutacija na genu za: | 1. Hromozom 12, hepatocitni nuklearni transkripcioni faktor1 2. Hromozom 7, glukokinazu 3. Hromozom 20, 4. Hromozom 13, insulin promotor faktor-1 5. Hromozom 17, 6. Hromozom 2, Neuro 7. Mitohondrijalnu DNA |
| B. Genetski uslovljeni defekt u dejstvu insulina:                 | 1. Tip A insulinska rezistencija 2. 3. sindrom 4. Lipoatrofični oblik šećerne bolesti 5. Ostali |
| C. Šećerna bolest usled bolesti egzokrinog pankreasa              | 1. Pankreatitis 2. Trauma/pankreatektomija 3. Neoplazije 4. Cistična fibroza 5. Hemohromatoza 6. Fibrokalkulozna pankreatopatija 7. Ostali                                                                    |
| D. Šećerna bolest u okviru endokrinih bolesti:                    | 1. Akromegalija 2. Kušingov sidrom 3. Glukagonom 4. Feohromocitom 5. Hipertireoza 6. Somatostatinom 7. Aldosteronoma 8. Ostali                                                                                |
| E. Šećerna bolest indukovan lekovima ili hemikalijama:            | 1. Vakor, rodenticid, 2. Pentamidin 3. Nikotinska kiselina 4. Glukokortikosteroidi 5. Tireoidni hormon 6. Diazoksid 7. β adrenergički agonisti 8. Tiazidi 9. Dilantin 10. γ Interferon 11. Ostali             |
| F. Šećerna bolest indukovan infekcijama:                          | 1. Kongenitalna rubeola 2. Infekcije prouzrokovane citomegalovirusom 3. Ostali |
| G. Retki oblici imunološki posredovane šećerna bolesti:           | 1. 2. Antitela na insulinski receptor 3. Ostali |
| H Druge nasledne bolesti u kojih se može javiti šećerna bolest:   | 1. Daunov sindrom 2. K 3. Turnerov sindrom 4. Volframov sindrom 5. 6. Huntingova horea 7. 8. Miotična distrofija 9. Porfirija 10. 11. Ostali                                                                  |

A . Genetski deficiti funkcije β ćelija usled mutacija na genu
Genetski deficiti funkcije ß-ćelija gušterače (koji se nasljeđuje autozomno-dominantno), oblici su šećerne bolesti kod kojih postoji defekt (mutacija) jednog gena odgovornog za funkciju ß-čelija gušterače. Često se hiperglikemija kod ovog oblika javlja prije 25.godine starosti. Nazivaju se MODY - dijabetes odraslih, jer se javlja u mlađem uzrastu, i označeni su poremećajem sekrecije insulina sa minimalnim ili bez defekta njegovog delovanja.
B. Genetski uslovljeni defekt u dejstvu insulina
Genetski uslovljeno oštećenje insulinskog receptora može uzrokovati hiperinsulinemiju i umerenu hiperglikemiju ili težak oblik šećerne bolesti. Neki bolesnici sa ovim mutacijama imaju i bolest лат. acanthosis nigricans. Kod žena može biti izražena virilizacija i povećani i cističnim formacijama prožeti jajnici. U prošlosti ovaj sindrom se nazivao tip A insulinske rezistencije.
{Leprechaunizam}- i Rabson-Mendenhall sindrom su pedijatrijske bolesti kod kojih postoji mutacija gena za insulinski receptor i ekstremna insulinska rezistencija.
C. Šećerna bolest usled bolesti egzokrinog pankreasa
Gušterača je žlezda sa ˝spoljašnjim˝ i ˝unutrašnjim˝ lučenjem. Međutim, svaki proces koji oštećuje veći deo tkiva gušterače može izazvati šećernu bolest. Takve, stečene, bolesti su zapaljenje gušterače (pancreatitis), povreda, infekcija, odstranjenje gušterače i karcinom. Ako su dovoljno obimne, cistična fibroza i hemohromatoza mogu oštetiti ß-čelija gušterače i poremetiti izlučivanje insulina.
D. Šećerna bolest u okviru endokrinih bolesti:
Nekoliko hormona (npr. hormon rasta, kortizol, glukagon, adrenalin) imaju suprotno dejstvo od insulina. Višak tih hormona (kod bolesnika koji boluju od akromegalije, Cushingovog sindroma, glukagonoma, feokromocitoma) može izazvati šećernu bolest.
E. Šećerna bolest indukovan lekovima ili hemikalijama
Mnogobrojni lekovi i hemikalije unete u organizam, mogu poremetiti izlučivanje i metabolizam insulina. Ove supstance ne mogu neposredno ili samostalno uzrokovati šećernu bolest, ali mogu ubrzati njen razvoj kod osoba koje imaju insulinsku rezistenciju.
F. Šećerna bolest indukovan infekcijama
Šećerna bolest indukovan infekcijama može se pojaviti kod osoba sa urđenom rubeolom; većina ovih osoba ima HLA i druge imunološke markere karakteristične za tip 1 šećernu bolest. Coksakija virus B, citomegalovirus, adenovirus i virus zauški takođe se povezuju sa pojavom  šećerne bolesti.
G. Retki oblici imunološki posredovane šećerna bolesti
Ova grupa bolesti koja je ranije nosila naziva „tip B insulinske rezistencije“, je skup neuobičajenih oblika imunološki-izazvane šećerne bolesti, kao što je npr Stiff-manov sindrom, ili autoimuni poremećaj centralnog nervnog sistema koji se karakteriše znacima ukočenošću mišića i bolnim grčevima. Antitela protiv insulinskog receptora povremeno se nalaze kod bolesnika sa sistemskim eritematoznim lupusom i drugim autoimunim bolestima. Ova grupa bolesnika često prati i acanthosis nigricans.
H. Druge nasledne bolesti u kojih se može javiti šećerna bolest

## Gestacijski oblik šećerne bolesti
Gestacijski oblik šećerna bolesti (GD) definiše sa kao bilo koji stepen poremećaja tolerancije glukoze koji je prvi put otkriven u trudnoći. Najčešće nastaje u drugom tromesečju trudnoće zbog inzulinske rezistencije.
Prevalencija GD značajno varira od 1 do 14%, u zavisnosti od ispitivane populacije  (rasne i etničke). Faktori rizika za ispoljavanje GD su starija životna dob trudnice, pozitivna porodična anamneza za šećernu bolest, gojaznost i ishrana bogata zasićenim mastima,  prethodno mrtvorođeno dete, makrosomija, prethodni sponatni pobačaji i prievremeni porođaji, glikozurija u ranoj trudnoći, ...
| „ | Poznato je da je nezadovoljavajuća metabolička kontrola šećerne bolesti u trudnoći nedvosmisleno povezana sa povišenim rizikom za pojavu neželjenih ishoda kako za majku, tako i za novorođenče. U tom smislu, striktna metabolička kontrola ima veliki značaj za tok i ishod trudnoće kako u gestacijskom oblik šećerna bolesti (GD) tako i kada je trudnoća komplikovana prethodno postojećim tipom 1 dijabetesa (T1D) ili tipom 2 šećerne bolesti (T2D). | ” |

Kod trudnoća opterećenih gestacijskim oblikom šećerne bolesti češće dolazi do pojave preeklampsije, fetalne makrosomije, fetalnih anomalija, porođajne traume, operacijom dovršenja trudnoće. Pojava GD u trudnoći nosi veći rizik za razvoj DM/IGT kasnije u životu , nakon: 0 do 2 godine  (6%),  3-4 godine  ( 13%),  5 do 6 godina (15%) i 7 do 10 godina ( 30%).

## Napomene
1. ↑  MODY  (maturity-onset diabetes of the young)